# Tajimi
Tajimi (jap. (多治見市 Tajimi-shi) – miasto w prefekturze Gifu na wyspie Honsiu (Honshū), w Japonii.

## Położenie
Miasto leży w południowej części prefektury Gifu nad rzeką Toki. Przez miasto przebiega autostrada Chūō (wschód-zachód).
Miasto graniczy z Toki i Kani w prefekturze Gifu oraz z Seto, Kasugai i Inuyamą w prefekturze Aichi.

## Historia
Ze względu na duże ilości odpowiedniej gliny występującej na wzgórzach otaczających miasto, w Tajimi od ponad 1300 lat produkowana jest ceramika. Prezentujące ją galerie, sklepy z antykami i tradycyjne, drewniane magazyny od okresu Meiji znajdują się wzdłuż ulicy Honmachi Oribe. Oribe Furuta (1544–1615) był uczniem mistrza ceremonii herbaty Sen no Rikyū (1522–1591). 
Po śmierci Rikyū przejął on rolę swojego mistrza. Projektował miseczki do herbaty i kamienne latarnie (ishi-dōrō) na potrzeby ceremonii. Jego imieniem nazwano oribe-yaki, styl ceramiki ówczesnej prowincji Mino (ob. południowa część prefektury Gifu). 
Oribe, podobnie jak wcześniej Rikyū (konflikt Hideyoshim Toyotomi), został zmuszony do popełnienia samobójstwa wskutek zatargu z ówczesnymi władcami z rodu Tokugawa.

## Galeria

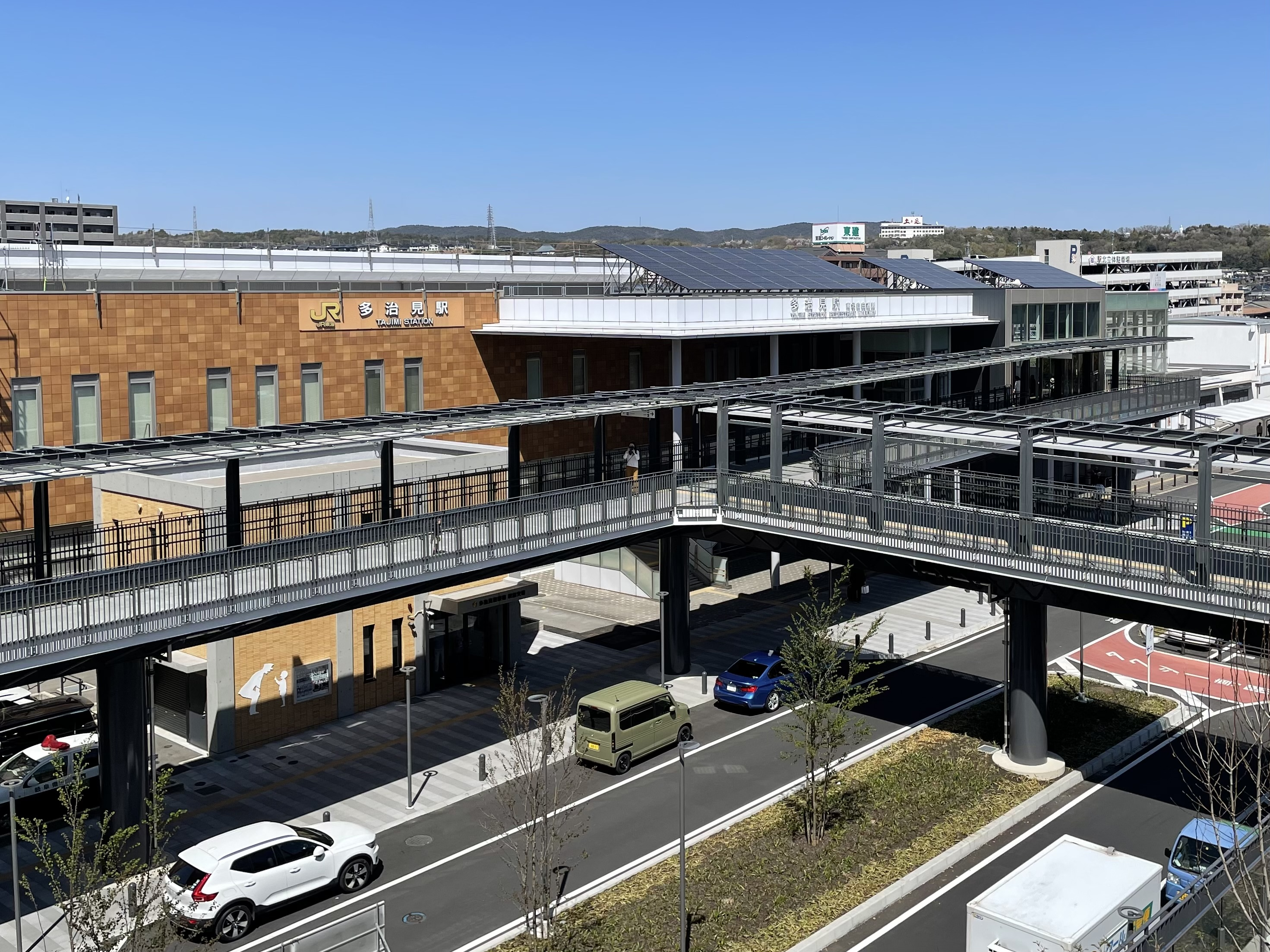
Stacja kolejowa Tajimi (2023)
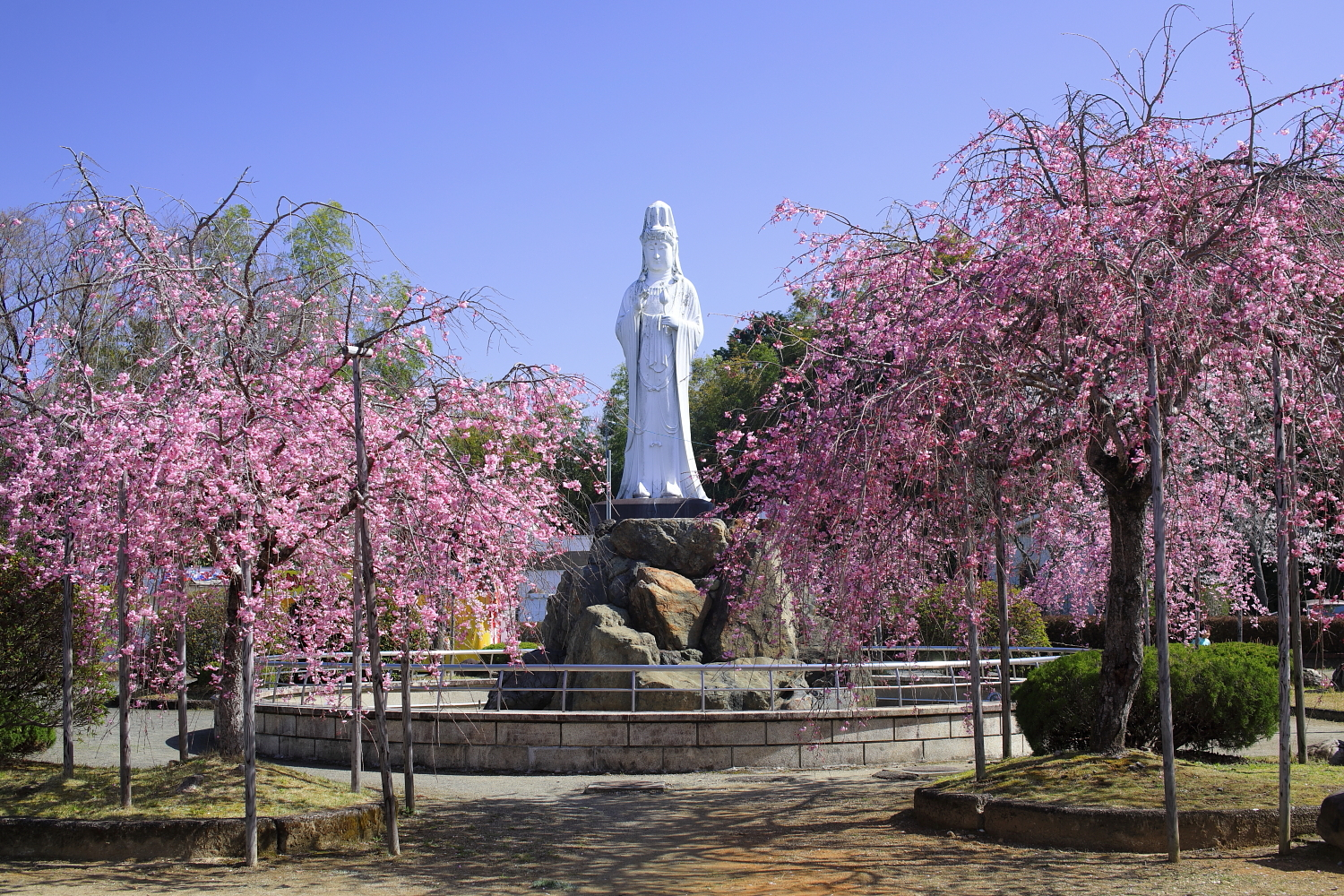
Posąg bogini Kannon w parku Kokei (2023)
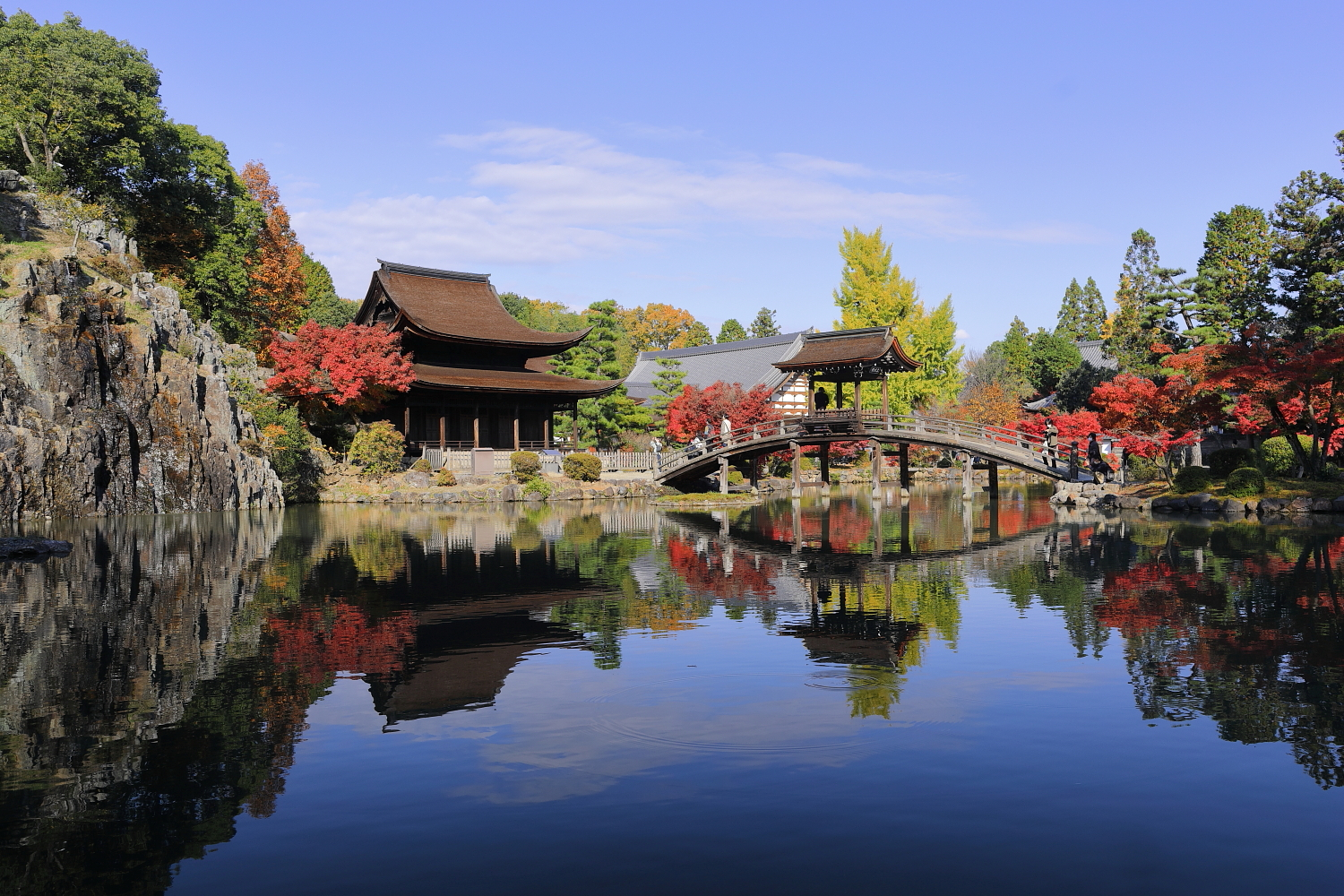
Ogród świątyni Eihō-ji, Tajimi (2020)